# Edwardsia carlgreni
Espèce
Edwardsia carlgreni est une espèce d'anémones de mer de la famille des Edwardsiidae.

## Systématique
Le nom valide complet (avec auteur) de ce taxon est Edwardsia carlgreni Williams (d), 1981.
Edwardsia carlgreni a pour synonymes :
- Edwardsia clavata var. pallida Carlgren, 1893
- Edwardsia pallida Carlgren, 1921